# Marharyta Doroschon
Marharyta Serhijiwna Doroschon (hebräisch מרגריטה סרגייבנה דורוז'ון, ukrainisch Маргари́та Сергі́ївна Дорожо́н, engl. Transkription Marharyta Dorozhon; * 4. September 1987 in Dnipropetrowsk, Ukrainische SSR, Sowjetunion) ist eine israelische Speerwerferin ukrainischer Herkunft, die seit 2014 für Israel startberechtigt ist.

## Sportliche Laufbahn
Erste internationale Erfahrungen sammelte Marharyta Doroschon 2003 bei den Jugendweltmeisterschaften in Sherbrooke, bei denen sie mit einer Weite von 38,76 m in der Qualifikation ausschied. Anschließend belegte sie beim Europäischen Olympischen Jugendfestival in Paris mit 47,24 m den sechsten Platz. Im Jahr darauf nahm sie an den Juniorenweltmeisterschaften in Grosseto teil, gelangte dort aber mit 49,23 m nicht bis in das Finale. 2005 wurde sie bei den Junioreneuropameisterschaften in Kaunas mit einem Wurf auf 50,93 m Siebte und 2006 gewann sie bei den Juniorenweltmeisterschaften in Peking mit 57,68 m die Bronzemedaille. Bei den U23-Europameisterschaften 2007 in Debrecen schied sie mit 45,15 m in der Qualifikation aus. 2012 nahm sie für die Ukraine an den Olympischen Spielen in London teil, verpasste mit 56,74 m aber deutlich einen Finaleinzug. Im Jahr darauf nahm sie erstmals an den Weltmeisterschaften in Moskau teil, schied aber auch dort mit 58,23 m in der Qualifikation aus.
Seit 2014 geht Doroschon für Israel an den Start und 2015 gewann sie bei den Europaspielen in Baku die Bronzemedaille in der Leichtathletik, wobei sie den Speerwurfbewerb mit 58,00 m für sich entschied. Sie qualifizierte sich auch für die Weltmeisterschaften in Peking, gelangte mit 61,04 m aber nicht bis in das Finale. 2016 schied sie bei den Europameisterschaften in Amsterdam ohne einen gültigen Versuch in der Vorrunde aus und verpasste auch eine Qualifikation für die Olympischen Spiele. 2017 siegte sie mit einer Weite von 63,07 m bei der Makkabiade in Jerusalem und schied bei den Weltmeisterschaften in London mit 61,33 m in der Qualifikation aus.
2013 wurde Doroschon ukrainische Meisterin im Speerwurf. Auch für Israel sicherte sie sich die Titel im Speerwurf 2015 und von 2017 bis 2019.